# The oblivion particle
The oblivion particle is een studioalbum van de Amerikaanse band Spock's Beard. Het album is deels opgenomen in de geluidsstudio van muziekproducent Rich Mouser, The Mouse House in Altadena, Californië. Echter een aantal opnamen vonden (ook al) plaats in het thuisstudio’s van de musici. Zo werden de drumpartijen opgenomen in Burbank. In de nasleep van het album vertrok drummer Jimmy Keegan vanwege persoonlijke omstandigheden. Voor een resterend aantal concerten werd Nick D'Virgilio, oud-drummer van Spock's Beard, ingeschakeld; hij was niet beschikbaar voor een langere concertserie. 

## Musici
- Alan Morse – gitaar, mandoline, banjo, autoharp, zang
- Dave Meros – basgitaar, synthesizerbas, zang
- Jimmy Keegan – drumstel, percussie, zang
- Ryo Okumoto – toetsinstrumenten
- Ted Leonard – zang, gitaar

Met David Ragsdale – viool (afkomstig uit Kansas) op Disappear. 

## Muziek
| Nr. | Titel                                    | Duur  |
| --- | ---------------------------------------- | ----- |
| 1.  | Tides of time (Stan Ausmus)              | 7:45  |
| 2.  | Minion (Leonard)                         | 6:53  |
| 3.  | Hell’s not enough (Leonard)              | 6:23  |
| 4.  | Bennett built a time machine (Boegehold) | 6:52  |
| 5.  | Get out while you can (Boegehold)        | 4:55  |
| 6.  | A better way to fly (Boegehold)          | 8:57  |
| 7.  | The center line (Morse, Okumoto)         | 8:57  |
| 8.  | To be free again (Boegehold)             | 10:24 |
| 9.  | Disappear (Boegehold)                    | 6:36  |

Het album is opgehangen aan een verhaal van John Boegehold, voormalig meespelend lid van de band. Afgedrukt in het boekwerk is hoofdstuk 12: "In which Bennett Lamb resolves the paradox of the oblivion particle". Er verscheen een editie met een extra track in de hoedanigheid van Iron man (6:14), een cover van een nummer van Black Sabbath, geschreven door Tony Iommi, Ozzy Osbourne, Geezer Butler en Bill Ward. Op die track is D'Virgilio de drummer.

## Ontvangst
Het album werd goed ontvangen binnen de niche progressieve rock. Albums van Spock’s Beard verkopen met name redelijk in Nederland, België, Duitsland, Zwitserland en Oostenrijk. Zo ook dit album, dat het in Nederland in drie weken notering tot een 16e plaats wist te brengen in de Album Top 100.